# 異常絲足鱂
異常絲足鱂，為輻鰭魚綱鯉齒目鯉齒亞目花鳉科的其中一種，分布於非洲尼日河、Benue河流域，體長可達5.5公分，屬肉食性，生活習性不明，可作為觀賞魚。

## 擴展閱讀
維基物種上的相關：異常絲足鱂